# Воленцин (Опольське воєводство)
Воленцин (пол. Wolęcin, нім. Wollentschin) — село в Польщі, у гміні Радлув Олеського повіту Опольського воєводства.
Населення — 146 осіб (2011).
У 1975-1998 роках село належало до Ченстоховського воєводства.

## Демографія
Демографічна структура станом на 31 березня 2011 року:
|          | Загалом | Допрацездатний вік | Працездатний вік | Постпрацездатний вік |
| -------- | ------- | ------------------ | ---------------- | -------------------- |
| Чоловіки | 73      | 23                 | 34               | 16                   |
| Жінки    | 73      | 20                 | 39               | 14                   |
| Разом    | 146     | 43                 | 73               | 30                   |